# Sphingicampa andrea
Sphingicampa andrea är en fjärilsart som beskrevs av Paul Dognin 1912. Sphingicampa andrea ingår i släktet Sphingicampa och familjen påfågelsspinnare. Inga underarter finns listade i Catalogue of Life.